# Pseudotrichonotus
Pseudotrichonotus är ett släkte av fiskar. Pseudotrichonotus är enda släktet i familjen Pseudotrichonotidae.
Släktets medlemmar förekommer i havet kring Japan. De saknar simblåsa. Arterna har som vana att borra sig tillfällig ner i sanden på havets botten.
Arter enligt Catalogue of Life och Fishbase:
- Pseudotrichonotus altivelis
- Pseudotrichonotus xanthotaenia